# Lemery, Batangas
Lemery là một đô thị ở tỉnh Batangas, Philippines. Theo điều tra dân số năm 2000, đô thị này có dân số 66.528 người trong 12,709 hộ.

## Barangay
Lemery, về mặt hành chính, được chia thành 46 khu phố (barangay).
| - Anak-Dagat - Arumahan - Bagong Sikat - Ayao-iyao - Bagong Pook - Bukal - Cahilan I - Cahilan II - Dayapan - Dita: - Gulod - Lucky - Maguihan - Mahabang Dahilig - Mahayahay | - Maigsing Dahilig - Maligaya - Malinis - Masalisi - Mataas Na Bayan - Matingain I - Matingain II - Mayasang - Niugan - Nonong Casto - Palanas - Payapa Ibaba - Payapa Ilaya - District I (Pob.) - District II (Pob.) | - District III (Pob.) - District IV (Pob.) - Rizal - Sambal Ibaba - Sambal Ilaya - San Isidro Ibaba - San Isidro Itaas - Sangalang - Talaga - Tubigan - Tubuan - Wawa Ibaba - Wawa Ilaya - Sinisian Đ - Sinisian West - Balanga |